# Seeing the Real You at Last
Seeing the Real You at Last – piosenka skomponowana przez Boba Dylana, nagrana przez niego w styczniu 1985 r., wydana na albumie Empire Burlesque w czerwcu 1985 r.

## Historia i charakter utworu
Utwór ten został nagrany w studiu Cherokee Studio w Hollywood w Los Angeles w Kalifornii 28 stycznia 1985 r. Była to dziewiąta sesja nagraniowa tego albumu. Producentami byli Bob Dylan oraz Arthur Baker.
Być może jest to najbardziej filmowa piosenka Boba Dylan, jednak nie tyle obrazowa, co od strony tekstowej. Zasadniczo jest to utwór rozrachunkowy, dlatego ukazany jest w nim związek przeżywający kryzys oraz portret kobiety, z którą Dylan/narrator osiągnął krytyczny moment prawdy. 
Dylan posłużył się postaciami dwóch słynnych kobiet z Dzikiego Zachodu: znaną ze wspaniałych umiejętności jeździeckich Belle Starr oraz słynną z umiejętności strzeleckich Annie Oakley. Jednak Dylan zamienia w piosence ich zdolności: Annie Oakley znana jest ze swojej jazdy, a Belle Starr - ze strzelania. Trudno uznać, że Dylan popełnił pomyłkę, zwłaszcza, że byłaby prosta do sprostowania. Tymczasem on powtarza słowa Clinta Eastwooda z filmu Bronco Billy.
Reszta zapożyczeń wzięta jest z filmów z Humphreyem Bogartem. 
Otwierające słowa pierwszej zwrotki "Well, I thought that the rain would cool things down/But it looks like it don't", oparte są na filmie Johna Hustona z 1948 r. Key Largo, w którym pada następująca wypowiedź Edwarda G. Robinsona grającego postać złego Johnny'ego Rocco: "Think this rain would cool things off, but it don't".
W drugiej zwrotce znajdują się słowa: "Well, I have had some rotten nights/Didn'd think that they would pass", których źródłem jest film Sokół maltański z 1941 r. w reż. Johna Hustona. Bogart (grający postać Sama Spade'a) mówi do Mary Astor (jego morderczej kochanki): "I'll have some rotten night after I've sent you over - but that'll pass".
W trzeciej zwrotce Dylan Dylan posłużył się tekstem ze spotkania Bogarta (jako Philipa Marlowe'a) z Lauren Bacall, pochodzącym z filmu Wielki sen z 1946 r. w reżyserii Howarda Hawksa. Bogart pyta Lauren: "What's wrong with you?", Lauren odpowiada: "Nothing you can't fix". U Dylana przybiera to następujący kształt: "At one time there was nothing wrong with me/That you could not fix". 
Dylan wykonywał tę piosenkę na koncertach sporadycznie.

## Muzycy
- Bob Dylan - wokal, gitara
- Mike Campbell - gitara
- Benmont Tench - instrumenty klawiszowe
- John R. Paruolo - instrumenty klawiszowe
- Howie Epstein - gitara basowa
- Don Heffington - perkusja
- Richard Seher - syntetyzer (został dodany na sesji overdubbingowej w Shake Down Studio, w Nowym Jorku w marcu 1985 r.)
- Bashiri Johnson - instrumenty perkusyjne (został dodany na sesji overdubbingowej w Shake Down Studio, w Nowym Jorku w marcu 1985 r.)

## Dyskografia
Albumy
- Empire Burlesque (1985)

## Wykonania piosenki przez innych artystów
- The Zimmermen - The Dungeon Tapes (1996)